# Битва біля Граупійських гір
Битва біля Граупійських гір — також відома, як битва при Монс Граупіус, відбулася близько 83 року між римськими легіонами під командуванням Гнея Юлія Агріколи та британськими племенами Каледонії під проводом Калгака поблизу річки Тап-о'-Нот у Шотландії. Битва закінчилася перемогою римлян і була описана у звіті римського історика Тацита. Хоча археологічні знахідки підтверджують присутність римських військ у Шотландії, немає однозначних доказів щодо точного місця битви. Ця подія викликала значний інтерес серед дослідників та широкої громадськості. Шотландський письменник Вальтер Скотт відобразив пошуки місця битви у своєму творі «Антикварій», а археологи продовжують дослідження з метою його встановлення.

## Передісторія
У I столітті н. е. британські племена часто повставали проти римського володарювання, не бажаючи сплачувати податки, надавати солдатів до римської армії та терпіти приниження після перетворення Британії на римську провінцію. З римської точки зору, битва біля Граупійських гір стала успішною кульмінацією 50-річного римського завоювання Британії.

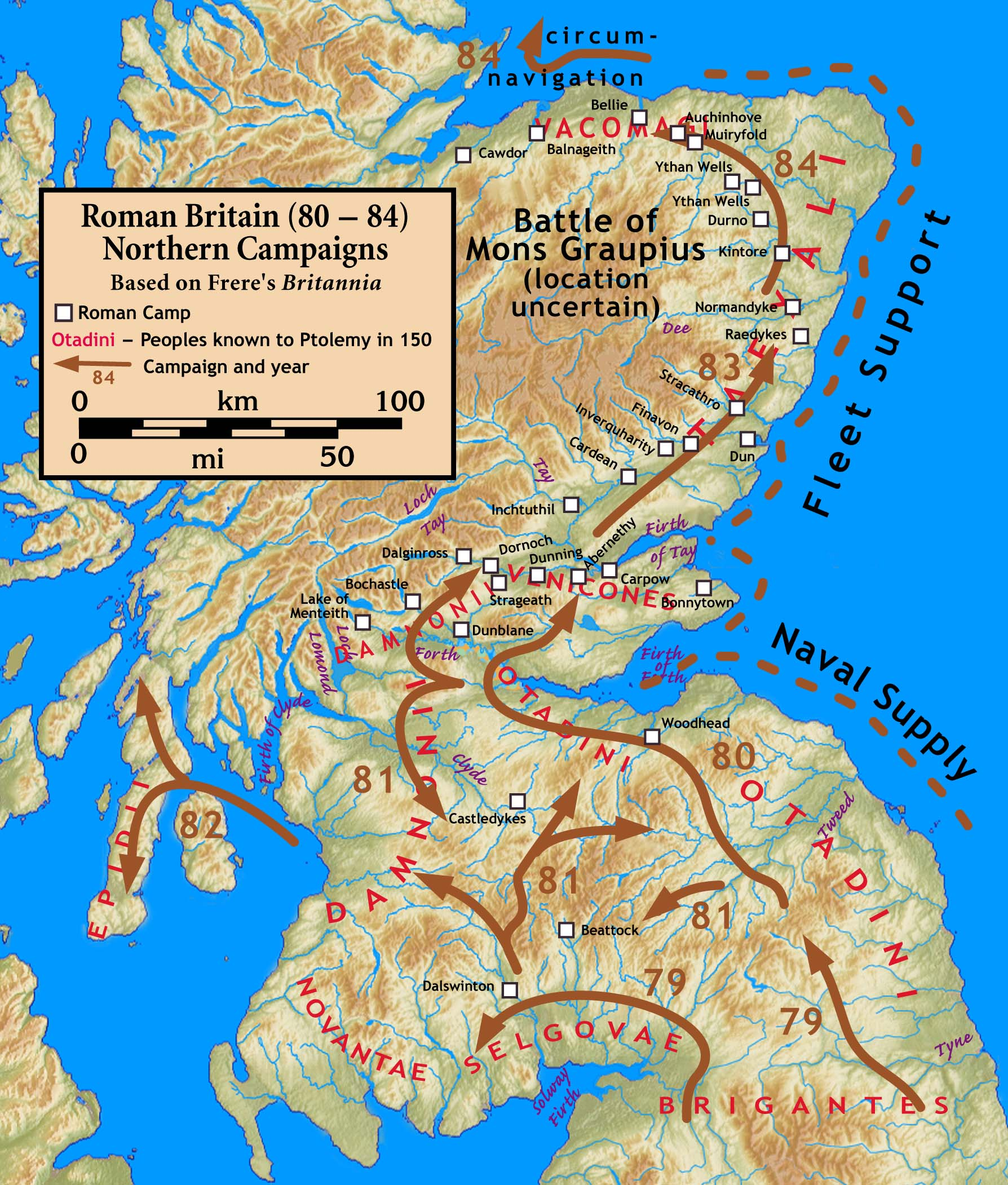
Кампанія Агріколи 80 – 84 рр. н. е. Племінні назви червоним (на честь Клавдія Птолемея, близько 150 р.)

Гай Юлій Цезар, перший римський полководець, який вступив до Британії зі своїми військами, у своїх двох кампаніях не досяг значного успіху, відступивши, а обіцяна данина від британських племен, ймовірно, так і не була сплачена. Ситуація змінилася з новою спробою за правління імператора Клавдія у 43 році н. е., коли значну частину південної Британії було завойовано, а вожді кельтських племен підкорилися Риму як клієнтські королі. Так Британія стала римською провінцією Британія з адміністративним центром у Камулодунумі (нині Колчестер). Проте завойована Клавдієм територія охоплювала лише південно-східну частину острова. Пізніше римські війська просунулися на південно-західну Англію, Уельс, північну та центральну Англію та Шотландію.
На півночі та заході римська провінція Британія мала постійно мінливі кордони. Завдяки успішній кампанії проти бригантів римляни просунулися далі в північну Англію під керівництвом губернатора Квінта Петіллія Церіаліса (71-74 рр.); новостворений табір Еборакум став ядром пізнішого міста Йорк. Уельс та острів Англсі були завойовані та "умиротворені" за часів римського намісника Гнея Юлія Агріколи. До 80 року римляни просунулися в Британії приблизно до лінії Форт-Клайд.
У 77 році управління Британією було доручене Юлію Агріколі, який зміцнив дисципліну у військах, зменшив зловживання римських чиновників і провів низку походів для підкорення бриттів, будуючи повсюди укріплення та фортеці. У 82 році Агрікола здійснив похід на Каледонію. У відповідь племена Каледонії розпочали контрнаступ. Каледонці переважали римлян чисельно і краще знали місцевість. Вони були озброєні довгими мечами без вістер, луками та короткими щитами, а деякі племена використовували колісниці. Щоб запобігти обходу римської армії з тилу, Агрікола розділив її на три частини. Цим скористалися британські племена, атакувавши IX легіон римлян, вбивши вартових та увірвавшись до табору. Агрікола виділив загін піхоти та кінноти, який атакував каледонців з тилу і врятував легіон від поразки.
Влітку 83 року Агрікола вислав флот для спустошення прибережної смуги, а сам з головними силами вирушив до Граупійських гір у Середній Шотландії, де перебувало військо каледонців (понад 30 тис. воїнів). Тут і відбулася битва, описана Тацитом. Завоювання "решти", тобто півночі Британії, не було головною військовою метою всіх римських імператорів, але деякі, як Тит, задовольнялися закріпленням досягнутого. Лише за імператора Доміціана питання завоювання північної Британії знову стало актуальним, тому Агрікола звернувся до нього на шостому році свого перебування на посаді. Після Битви біля Граупійських гір римські легіони глибоко проникли на територію сучасної Шотландії після 80 року н. е.

## Розташування сил
Каледонські війська перед битвою вишикувалися у три лінії: в першій знаходилися бойові колісниці, в другій - розгорнута фронтом піхота, а в третій - загони піхоти, побудовані в колони. Перша та друга лінії розташовувалися на рівнинній місцевості, тоді як третя зайняла схили гори. За оцінками Тацита, чисельність каледонців сягала щонайменше 30 000 воїнів. Деякі історики, зокрема Гордон Максвелл, вважають цю цифру завищеною, порівнюючи її з максимальною військовою чисельністю всіх кланів Гайленду у XVIII столітті, що робить її малоймовірною для племінних воїнів залізної доби. Однак Максвелл припускає, що ця кількість могла б бути правдоподібною, якби враховувала не лише озброєних воїнів, але й супроводжуючих їх осіб.
З римської сторони в битві брали участь 8 000 допоміжної піхоти та 3 000 кіннотників. Допоміжні війська складалися з представників кельтських та германських племен, завербованих до римської армії. Також був присутній підрозділ римських легіонерів, чисельність якого Тацит не уточнює. Сучасні дослідження оцінюють кількість римських легіонерів як дещо меншу, ніж допоміжних військ, приблизно в 10 000–12 000 солдатів, що дає загальну чисельність римської армії не більше 27 000 воїнів.
На рівнині, перед римськими позиціями, проїжджали каледонські колісниці. Римська піхота допоміжних військ стояла в центрі бойової лінії, а кіннота розміщувалася на флангах. Загін римських легіонерів перебував у резерві, безпосередньо за допоміжними військами, на випадок їхнього відступу. Оскільки фронт римлян був коротшим за фронт каледонців, Агрікола наказав розімкнути ряди першої лінії, щоб запобігти охопленню флангів противником.
Перед битвою Калгак звернувся до своїх воїнів:
| Ліві лапки | ... Мене наповнює впевненість, що цей день і ваша одностайність започаткують звільнення всієї Британії: адже ви всі як один зібралися тут, і ви не знаєте кайданів рабства, і за нами немає більше землі, і навіть море не вкриє нас від ворога, бо на ньому римський флот і нам від нього не втекти. Отже - тільки бій і зброя! Для доблесних - в них шана, і навіть для боягузів - єдиний шлях до порятунку ... | Праві лапки |

У свою чергу й Агрікола звернувся до своїх військ:
| Ліві лапки | ... Тут ви отримаєте чудову і знаменну перемогу. Покладіть кінець походам - і увінчаєте п'ятдесят років боротьби блискучим днем! Покажіть нашій державі, що військо ніколи не заслуговувало докору ні за те, що ця війна затягнута, ні за те, що вона постійно поновлювалася. | Праві лапки |

Через те, що фронт римлян був коротше за фронт каледонців, Агрікола наказав разімкнути ряди і розтягнути першу лінію, щоб їх не могли охопити по флангах.

## Хід Битви

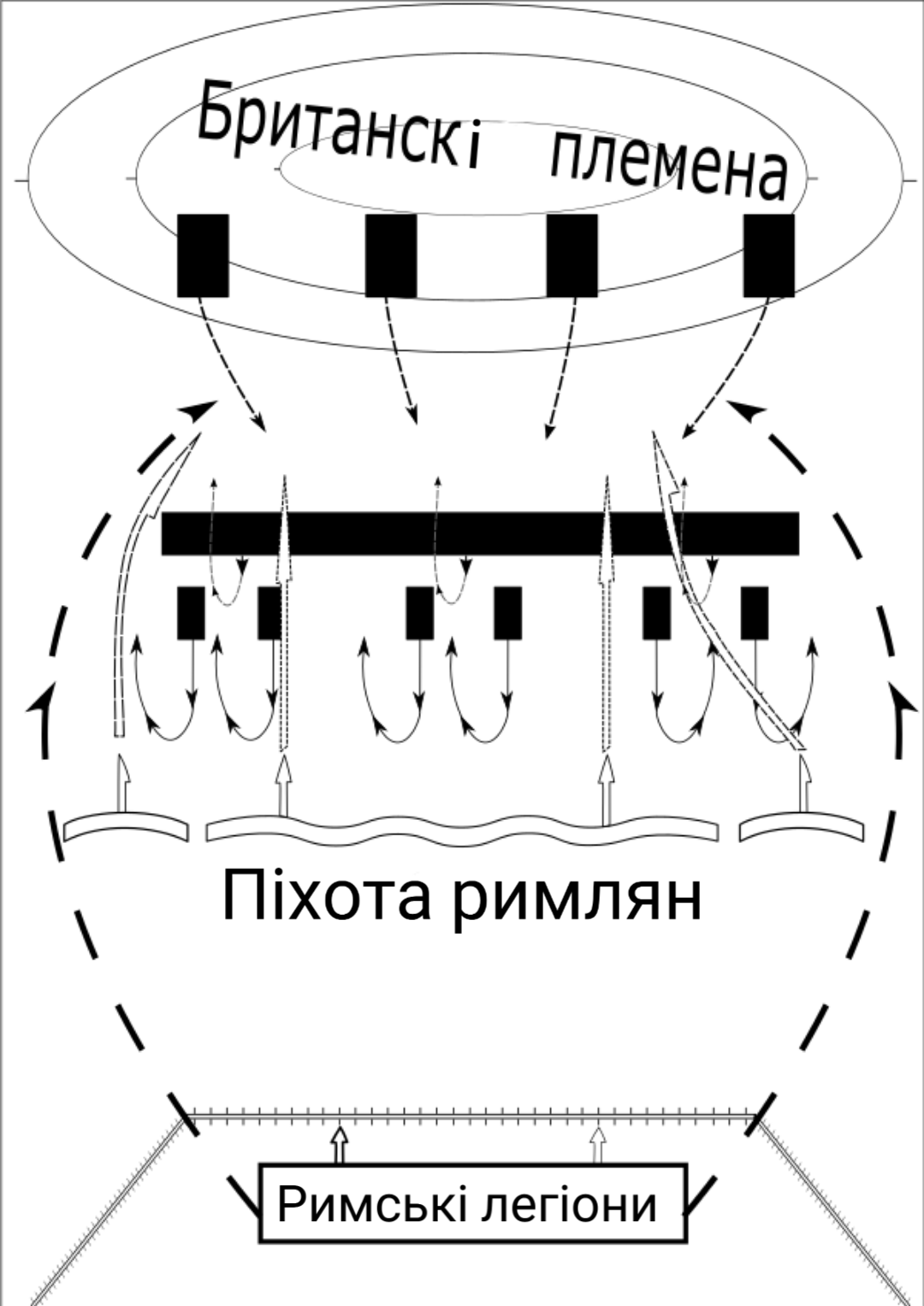
Схема битви біля Граупійських гір

Бій розпочався з обміну стрілами між лучниками обох сторін. Каледонці майстерно захищалися від стріл своїми короткими щитами. Поки протиборчі сторони не зійшлися впритул, бій вели на дистанції, і каледонці відбивалися своїми довгими мечами та щитами, перехоплюючи або відбиваючи стріли та дротики, кинуті римлянами, у відповідь обсипаючи ворога градом стріл.
Агрікола відправив чотири когорти батавів і тунгрів у рукопашний бій. Ці германські племена змогли розбити противника на рівнині та почали підніматися пагорбом. Після цього римська кіннота атакувала колісниці бритів, здобула перемогу та змусила їх тікати. Далі Агрікола наказав германцям, озброєним мечами, атакувати другу лінію каледонців. Вони перемогли й цю лінію, і разом з римлянами продовжили просування вгору, підтримувані римською кіннотою, яка допомагала тіснити каледонців.
У цей момент третя лінія каледонців почала спускатися з гір, намагаючись охопити фланги римської першої лінії та зайти їм у тил. Агрікола оперативно відреагував, кинувши в бій чотири загони вершників з резерву, а також вивів два загони кінноти з фронту та направив їх у тил каледонцям, що змусило останніх відступити в бік лісу.
Як писав Тацит:
| Ліві лапки | ... На відкритій місцевості поглядам постало величне і, разом з тим, страшне видовище: наші гналися по п'ятах за ворогами, рубали їх, брали в полон і, захопивши нових бранців, вбивали раніше взятих. І, залежно від міцності духу, одні в повному озброєнні цілими натовпами тікали від переслідувачів, що переважали їх числом, тоді як інші, беззбройні і по своїй волі, спрямовувалися назустріч їм і шукали для себе смерті. Всюди - зброя, трупи, обрубки тіл і залита кров'ю земля ... | Праві лапки |

Каледонці ще намагалися чинити опір, влаштовуючи засідки. Але Агрікола спеціально організував легкі когорти для облави та сповільнив частину кінноти, щоб переслідувати ворога в тіснинах. Все це остаточно зламало опір британських племен, і вони почали масово тікати. Переслідування тривало до настання ночі.

## Наслідки битви
За повідомленням Тацита, в цій битві було вбито 10 тисяч каледонців, а римляни втратили лише 360 людей. Однак історики піддають ці цифри сумніву.
Битва продемонструвала високий рівень опору британських племен: вони мали стійкий бойовий порядок, маневрували на полі бою, намагалися охоплювати фланги і, відступаючи, організовували засідки.

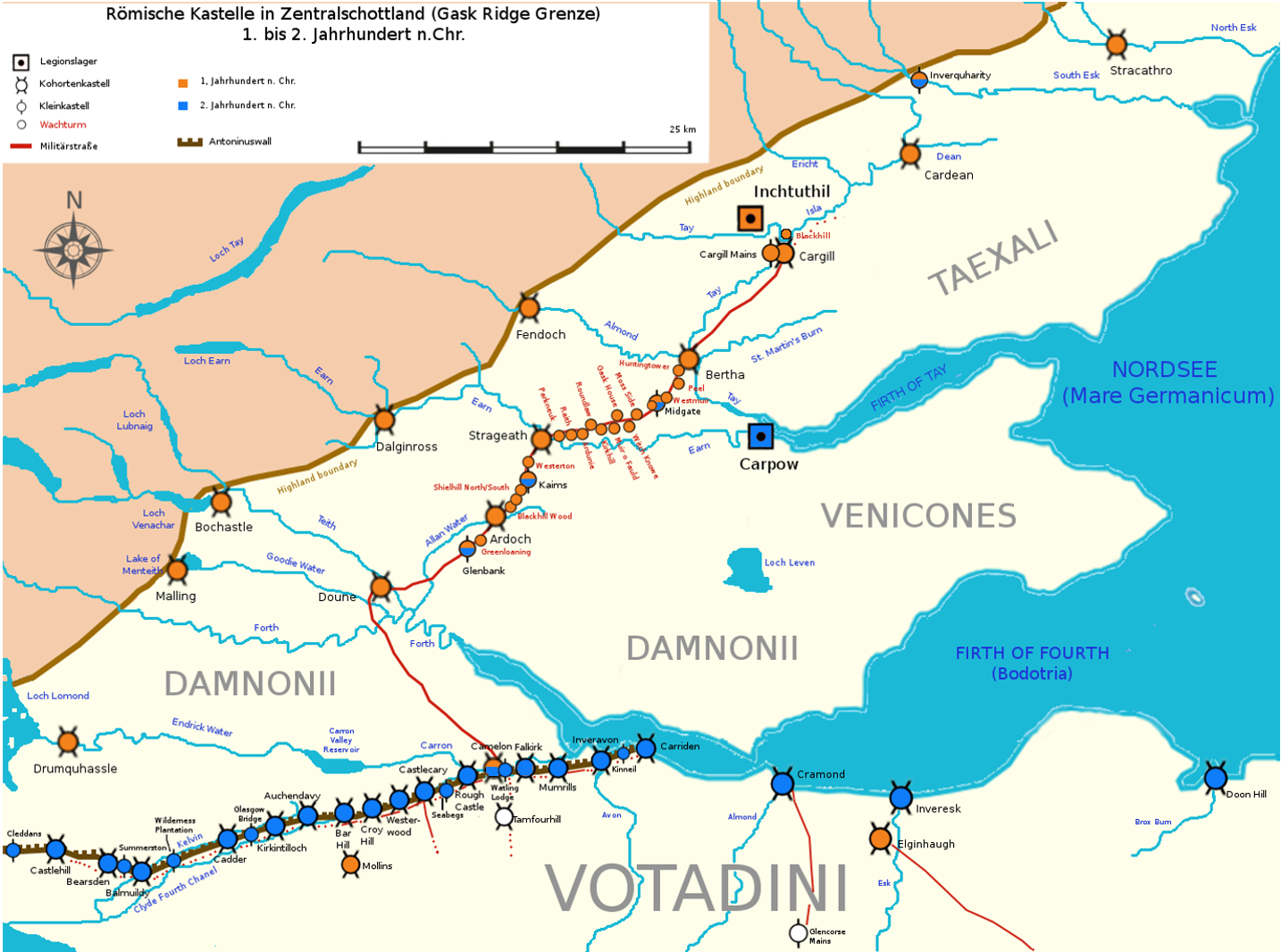
Найпівнічніші табори легіону

У тактиці римлян також проявилися нові елементи: римські легіони залишалися за валами, а основний тягар бою ліг на допоміжні загони германських, галльських і навіть британських племен. Кіннота відіграла вирішальну роль у результаті битви. Переслідування противника тривало до настання темряви.
Після битви каледонці розсіялися та зникли, знищивши свої житла. Римляни ж, у супроводі флоту, вирушили на зимові квартири. За Тацитом, Агрікола завершив військову кампанію перемогою над каледонцями при Монс Граупіус, оскільки наближалася зима. Спочатку він вирушив до району Борешті, де взяв заручників, а потім рушив до зимових квартир.
У підсумку, до римської провінції Британія була приєднана нова територія, яку римлянам довелося постійно обороняти від тривалих набігів північних племен. Для цього в Британії були збудовані пограничні Адріанів та Антонінів вали.
У 84 році н. е. Агріколу відкликали до Риму, де він отримав найвищу нагороду для полководця та губернатора — орнаменти тріумфалії. Однак успіх у Битві біля Граупійських гір та пов'язане з ним повне або часткове завоювання північної Британії не були стійкими.
У своїх «Історіях» Тацит пише, що Британія була повністю завойована римлянами і негайно знову покинута. Навіть якщо Тацит перебільшує щодо негайного відступу, археологічні знахідки та деякі написи свідчать, що протягом наступних років римляни відступили на південь. Легіонерський табір Інчтутіль, найпівнічніший табір у Шотландії, був покинутий не пізніше 87 року н. е. Адріанів вал, збудований пізніше за імператора Адріана, мав на меті захистити територію провінції Британія від "варварської" півночі.

## Час і місце битви
Тацит не наводить точних подробиць про час і місце битви, він говорить лише про сьомий рік правління Агріколи та лише вказує місце розташування поля битви коротким реченням ad montem Graupim pervenit (німецькою: «він прийшов на гору Граупіус»).Сучасні дослідження припускають, що битва біля Граупійських гір відбулася у 83 або 84 році . Точне датування залежить від року, в якому Агрікола обійняв посаду губернатора Британії (77 або 78), тому деякі дослідники взагалі опускають рік і посилаються лише на рік, в якому Агрікола перебував на посаді. 
Про місце розташування поля битви давно ведуться припущення в дослідженнях, літературі та пресі, але поки що безрезультатно, оскільки археологічних знахідок у Шотландії недостатньо для точнішого визначення місця битви. Зазвичай вважається, що воно було розташоване в Пертширі або на північ від річки Ді. Фонетично, зв'язок з Грампіанськими горами , гірським хребтом на півночі Британії, також видається можливим, але назва Монс Граупіус , яку використовує Тацит, не дає жодних вказівок на точне місцезнаходження. Припускають, що ім'я Graupius може походити від кельтського слова * Craup , яке споріднене із сучасним валлійським crwb (німецьким «горб, невеликий пагорб»), але «Пагорб Горба» – це розпливчастий опис, який підходить для багатьох географічних утворень.
Виходячи з цієї назви, а також археологічних даних, що вказують на можливу військову діяльність, було запропоновано різноманітні місця розташування, зокрема ліс Кінкладі поблизу Даннінга в Пертширі та пагорб Данкраб неподалік. Також було запропоновано розмістити табір Дурно поблизу Бенначі в Абердинширі , який розташований на кордоні між Хайлендсом та Низиною . Інші пропозиції включають пагорб Майкл Керу поблизу Стоунхейвена , Абердиншир, та пагорб Нок поблизу Монбоддо та будинку Монбоддо , Абердиншир. У своєму звіті за 2016 рік Агентство з історичного середовища Шотландії дійшло висновку, що археологічних даних недостатньо, щоб звузити визначення місця битви до одного з запропонованих місць. 

## Спадок
Оскільки битва біля Граупійських гір так детально описана в «Агріколі» Тацита , вона також привернула значну увагу нащадків. Таким чином, покоління археологів (спочатку аматорів, а пізніше також науково обґрунтованих досліджень археологів) займалися питанням, де відбулася битва біля Граупійських гір. Шотландський письменник сер Вальтер Скотт увічнив ці пошуки місця битви у своєму романі «Антикварій».